# Cherry Hill Farmhouse
Koordinaten: 38° 53′ 12″ N, 77° 10′ 22″ W

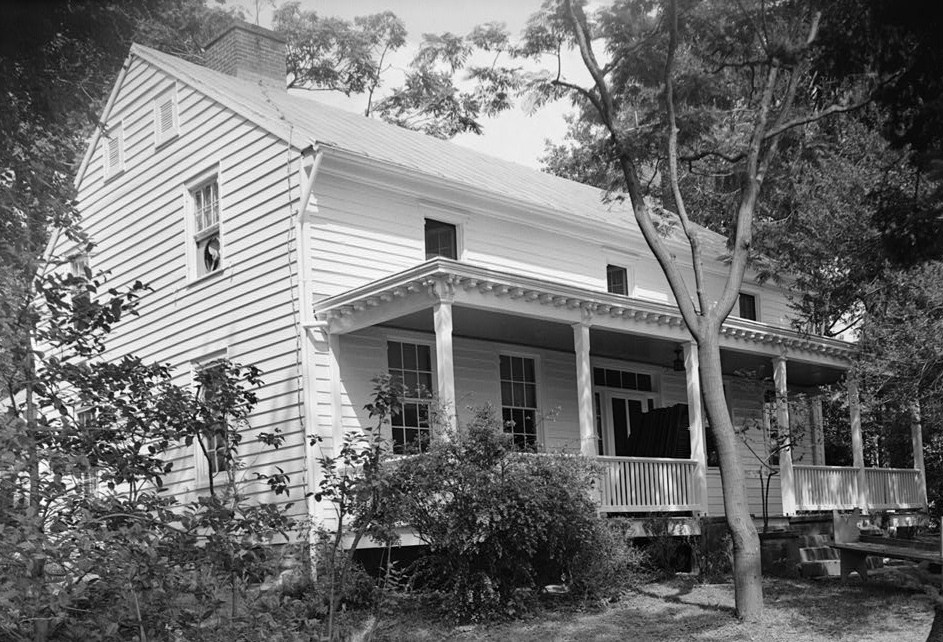
Cherry Hill Farmhouse

Das Cherry Hill Farmhouse ist ein Museum in Falls Church, Virginia in den Vereinigten Staaten. Es wurde 1845 im klassizistischen Stil erbaut und gehörte bis 1945 wohlhabenden Farmerfamilien. 1956 gelangte es in das Eigentum der Stadt Falls Church, die es in ein Museum umwandelte. Heute ist das Cherry Hill Farmhouse, wie noch fünf weitere solche Bauwerke in Falls Church, als wichtiges Zeugnis der viktorianischen Bauwerke in dieser Gegend Gegenstand des National Register of Historic Places.

## Geschichte
Das Haus wurde um 1845 als Farmhaus im klassizistischen Stil erbaut, eine in Holzständerbauweise errichtete Scheune gehört zu dem Anwesen. William A. Blaisdell, der einen Marktstand in Washington, D.C. betrieb, kaufte das Haus 1856 gemeinsam mit der 73 Acre großen Farm.
Von 1870 bis 1945 war das Haus im Besitz der Familie Riley. Der Dichter James Whitcomb Riley, der in seinen Gedichten das Haus und einige seiner Bewohner verwendete. Das Farmhaus, die Scheune und die Nebengebäude gehörten von 1945 bis 1956 der University of Virginia, bevor sie von der City of Falls Church mit dem Rest des Anwesens gekauft wurden. Das Grundstück wird umrahmt von Park Avenue, Little Falls Street und Great Falls Street. Die Stadtverwaltung ließ das Haus restaurieren und in ein Museum umwandeln, das den Lebensstil der wohlhabenden Familien in dem Gebiet dokumentiert. Das Gebäude steht heute in einem rund 2,8 Hektar großen Park.
Zu dem Museum gehören authentische Möbel aus dem 18. und 19. Jahrhundert, die wie andere historische Ausstellungsstücke einer Stiftung gehören, die sich den Namen Freunde von Cherry Hill gegeben hat; in der Scheune wird eine Sammlung von Werkzeuge und Gerätschaften aus dem 19. Jahrhundert gezeigt.
Das Cherry Hill Farmhouse & Barn ist Bestandteil des National Register of Historic Places und ist eines von nur sechs Bauwerken in Falls Church aus der viktorianischen Ära, die in das Register aufgenommen wurden, wobei kein gewerblich genutztes Gebäude aus jenen Tagen die Zeit überdauert hat.